# Görbeháza
Görbeháza é um município da Hungria, situado no condado de Hajdú-Bihar. Tem 80,2 km² de área e sua população em 2015 foi estimada em 2.366 habitantes.